# Albert Hertel

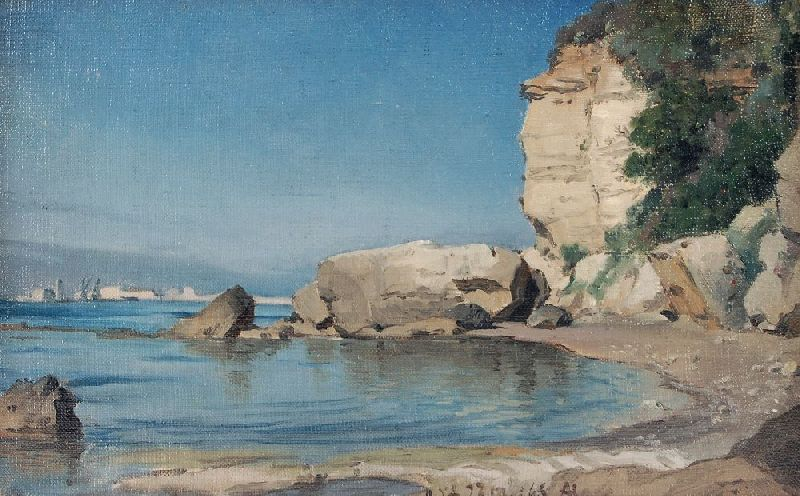
Albert Hertel, Italienskt landskap.

Albert Hertel, född den 19 april 1843 i Berlin, död där den 12 februari 1912, var en tysk målare.
Hertel, som var professor i Berlin, utförde färgkraftiga landskap med tyska och italienska motiv, varibland Kust vid Genua (1878) och Nordisk strandbild (1883), båda i Berlins nationalgalleri, samt stilleben och dekorativa målningar.